# Иулиан Эмесский
Иулиан Эмесский (казнён около 284 года) — христианский мученик. День памяти — 6 февраля. Родился в Эмесе.